# 灰胸鹪莺
灰胸鹪莺（学名：Prinia hodgsonii），又称灰胸山鹪莺，为鶲科鹪莺属的鸟类。该物种的模式产地在印度。

## 亚种
- 灰胸鹪莺西南亚种（学名：Prinia hodgsonii confusa）。在中国大陆，分布于四川、贵州、云南等地。该物种的模式产地在云南。[2]
- 灰胸鹪莺西藏亚种（学名：Prinia hodgsonii rufula）。[3]